# Водопад Святого ручья
Водопад Святого ручья, также известный как водопад на Святом ручье и Святой источник — водопад, расположенный в логу Святого ручья у основания красногорской возвышенности в Пинежском районе Архангельской области.
Уникальный геологический объект Пинежья. Расположен в лесной местности среди гипсовых и известняковых скал. Представляет собой второй из трёх выходов на поверхность подземного ручья. Вода в этом месте появляется из-под заваленной камнями скалы и потоком срывается вниз, разбиваясь о небольшую площадку, потом вновь уходит в землю. Получил своё название в связи с расположенным поблизости Красногорским монастырём. Первый выход подземного ручья монахи оборудовали как купальню для приходящих сюда паломников. В третий раз ручей появляется на входе в пещеру «Победная» неподалёку.
Сейчас от автодороги «Архангельск — Белогорский — Гбач — Пинега — Совполье — Кимжа — Дорогорское — Мезень» к водопаду проложена тропа с деревянным настилом, а на склонах самого водопада обустроены лестницы. По пути в хвойном лесу попадаются лиственницы возрастом более 300 лет, и произрастает около 200 видов сосудистых растений, в том числе: черника, линнея северная, кислица обыкновенная, голокучник трехраздельный, скерда сибирская, живокость высокая, княжик сибирский, дриада точечная, жирянка альпийская. В местах выхода гипсовых и карбонатных пород растут орхидеи: калипсо луковичная, дремлик ржавый, кокушник комариный, венерин башмачок, любка двулистная, пальчатокоренник Фукса. На некоторых деревьях можно заметить лишайники, занесённые в Красную книгу России: бриорию Фремонта, лобарию лёгочную.

## Галерея
|  |  |  |

|  |  |  |